# لو لو
لو لو (بالصينية: 落落) (30 أبريل 1982)؛ مخرجة أفلام وروائية صينية.

## روابط خارجية
- لو لو على موقع IMDb (الإنجليزية)